# Franjevački samostan u Humcu
Franjevački samostan sv. Antuna Padovanskoga nalazi se u Humcu kod Ljubuškoga.

## Povijest
Franjevci u ljubuški kraj dolaze već početkom 15. stoljeća kada osnivaju prvi samostan. Uz samostan je bila napravljena i crkva sv. Katarine. Osmanlije 1563. ruše i samostan i crkvu, a franjevci su bili prebjegli u Zaostrog odakle 130 godina vrše pastoralnu službu vjernika u ljubuškom kraju i diljem Hercegovine. Osmanlijskom zabranom pastoriziranja franjevcima iz 1699. njihovu dužnost preuzimaju fratri iz kreševskog samostana, sve do 1843. Te godine su se u župnom stanu u Posušju sastala osmorica franjevaca rodom iz Hercegovine sastala i zatražila dopuštenje za osnivanje samostana, uz podršku apostolskog vikara fra Rafaela Barišića. Dopuštenje u Rimu potvrđeno je 6. veljače 1844. Prvi samostan je sagrađen na Širokom Brijegu 1846., a 1852. franjevačka zajednica u Hercegovini dobila je samostalnost.
Ubrzo nakon izgradnje samostana na Širokom Brijegu, pristupili su izgradnji drugoga, u Humcu. Kamen temeljac blagoslovio je 4. travnja 1867. apostolski vikar fra Anđeo Kraljević. Gradnja samostana trajala je desetak godina pod vodstvom fra Nikole Šimovića, a priznat je dekretom generala Reda 1876. Nakon toga kupljeno je zemljište za izgradnju sjemeništa koje je završeno 1871. Godine 1866. kupljen prostor pokraj župne kuće za gradnju crkve koja je nakon dobivanja sultanova fermana dovršena 1869. Sve do 1903. godine na Humcu su bili viši razredi franjevačke srednje škole i prve godine filozofsko-teološkog studija. U prostorijama stare kuće 1867. su otvorili pučku školu, a njihovom zaslugom su na Humac došle sestre milosrdnice koje su 1898. otvorile mješovitu osnovnu, a potom i obrtnu žensku školu. U prostorima samostana 1916. otvorena je i Hrvatska seljačka škola za odrasle
Daljnja izgradnja samostana nastavljena je 1895. kada je porušena stara kuća i na kojem je mjestu napravljeno istočno krilo samostana, a izgradnja je nastavljena kroz sljedeća desetljeća. Zbog teških oštećenja samostana tijekom Drugog svjetskog rata samostana, novicijat je premješten u Kraljevu Sutjesku (1946. – 1947. i 1951. – 1959. godine). da bi 1959. bio ponovo vraćen u Humac. Obnova samostana rađena je u više navrata. Od 1958. do 1961. obnovljeno je južno i istočno krilo samostana, a zapadno je porušeno i izgrađeno nanovo od 1965. do 1967. Od 1979. do 1981. potpuno je obnovljeno istočno krilo samostana, a u vremenu od 1991. do 1994. preuređen je prvi kat zapadnog krila te je podignut još jedan kat gdje je smješteno sjemenište.

## Knjižnica
Samostanska knjižnica utemeljena je istovremeno s početkom gradnje samostana 1867. U početku knjige su se nalazile u različitim prostorijama, a 1968. uređena je posebna prostorija u zapadnom dijelu samostana gdje je prenesena sva pisana građa. Knjižnica danas ima preko 20.000 primjeraka, s najstarijim primjercima iz 16. stoljeća i obuhvaćaju gotovo sva područja prirodnih i društvenih znanosti. Među raritetima ove knjižnice ističu se Homerova djela "Odiseja" (tiskana 1537. i "Ilijada" (tiskana 1537.), Plutarhovu "Moralia opusculorum", Herodijanove "Historiae...", Ciceronove "Epistolae ad Atticum". Knjižnica je krajem 2003. godine temeljito obnovljena.

## Galerija Majka
U sklopu samostana postoji i zbirka umjetnina čiji fundus sadrži oko 300 djela, oko 140 skulptura, a ostalo su slike, crteži i grafike. Prostire se u sedam izložbenih dvorana, a ima i stalni postav pod imenom "Majka". S radom je počela 8. svibnja 2004.

## Muzej
U sklopu samostana nalazi se najstariji muzej u Bosni i Hercegovini, osnovan 1884. Osnovao ga je fra Anđeo Nuić. U obnovljenom muzeju izloženi su predmeti prikupljeni na širem prostoru Hercegovine od starijeg kamenog doba (paleolitik) do naših dana. Izložena je i Humačka ploča iz XII. stoljeća, najstariji očuvani spomenik pisan na hrvatskom jeziku (mješavinom glagoljice i starohrvatske ćirilice - bosančice) na području današnje Bosne i Hercegovine.

## Zbornik Kršni zavičaj
Samostan na Humcu je izdavač informativnog zbornika, godišnjaka Kršni zavičaj. Njegov začetnik je fra Žarko Ilić koji je 1969. u Drinovcima izdao župno glasilo pod imenom "Drinovci - godišnji izvještaj 1968." Sadržavao je popis obitelji župe, njenu kratku povijest s popisom svećenika i redovnika iz Drinovaca te važnije događaje u župi. Sljedeće godine izlazi drugi broj, pod imenom "Godišnjak Drinovci 1969.". Sadržaj je proširen đačkim pjesničkim prilozima, a bio je podijeljen na tri dijela: "Ne zaboravimo prošlost!", "Upoznajmo sadašnjost!" i "Mislimo na budućnost!" Glasilo je bilo preteča Kršnog zavičaja koji je tematski bio sličan svom prethodniku, a njegov prvi broj izašao je 1970. Jedan od ciljeva zbornika bio je Da bi se u ovom lutalačkom vremenu očuvalo duhovno jedinstvo našega naroda i da bi se našim odseljenicima omogućila veza s rodnim krajem, neka se pokrene glasilo, koje će sve nas bolje upoznavati s prošlošću i obavještavati o važnjim zbivanjima u sadašnjosti! (druga točka zaključaka Župnog vijeća Drinovaca od 9. svibnja 1971.) Zbornik je često bio pod povećalom vlasti tadašnje države, pa i cenzuriran. Izdavačko pravo nad zbornikom od 1989. prelazi na samostan u Humcu, s tim da u zaglavlju Zbornika stoji napomena o utemeljitelju i prvom izdavaču. Zaključno s 50. brojem zbornik je prestao s izlaženjem.

## Vanjske poveznice
- Najstariji muzej u BiH - blago koje čuvaju franjevci